# Сен-Жорж (Французская Гвиана)
Сен-Жорж (фр. Saint-Georges), или Сен-Жорж-де-Луапок (фр. Saint-Georges-de-l'Oyapock) — коммуна во Французской Гвиане, заморском департаменте Франции, расположена в 189 километрах от столицы Кайенны. Основана в 1852 году.
После строительства моста через приграничную реку Ояпок, соединившему Французскую Гвиану и Бразилию, увеличился транспортный поток по территории коммуны, что, в свою очередь, привело к появлению новых рабочих мест.

## География
Коммуна расположена в 60 километрах от устья реки Ояпок, на левом её берегу, на границе Французской Гвианы с Бразилией. С самой коммуной граничат на севере коммуна Уанари, на юге коммуна Камони и на западе коммуна Режина.
Климат экваториального типа. Для него характерны два основных сезона. Сезон дождей длится примерно с декабря по июль. Сезон засухи — с августа по ноябрь. Средняя температура составляет 26,9 °C. Это горячий климат с высокой степенью влажности. Атмосферное давление очень низкое. Ветры редки. В сезон дождей осадки выпадают почти каждый день. Ежегодно их выпадает в общей сложности около 3400 мм. Горячий воздух вызван испарением влаги, которая, охлаждаясь на высоте, снова выпадает дождями, часто с громом и молниями.
Потоки имеют высокую скорость. Почвы выщелоченные, с красной глиной, в связи с наличием в ней оксида железа и других растворимых минералов, особенно оснований. Это, как правило, бедные почвы. Естественная растительность представлена джунглями.
С 2003 года на территории коммуны действует II Национальное шоссе. До этого времени в течение многих лет в качестве связующего звена со столицей Кайенной служил аэродром. Помимо центра коммуны в её состав входят деревни Тампак и Труа-Палетювьер, добраться до которых из центра можно только на речном транспорте.

## История
Коммуна основана во второй половине XIX века, вероятно в 1852—1853 годах. Её основателями были депортированные в эти земли для каторжных работ заключённые. Долгое время все здания в центре коммуны были построены исключительно из дерева, но из зданий, построенных самими заключёнными, сохранилась только церковь Святого Георгия — небесного покровителя коммуны.
Название коммуны состоит из двух компонентов — имени небесного покровителя и названия реки. Известна история, что при строительстве церкви, осужденные нашли голландскую монету с изображением Святого Георгия. По этой причине церковь была освящена в честь этого святого, а коммуна стала называться его именем.
12 февраля 2008 года в Сен-Жорже прошёл франко-бразильский саммит, во время которого состоялась встреча Николя Саркози, президента Франции и Луиса Инасиу Лула да Сильвы, президента Бразилии.

## Население
На 2018 год численность населения коммуны составляла более 4 000 человек. По этническому составу это, прежде всего, креолы и бразильцы. Численность населения постоянно растёт за счёт эмиграции.
| Год  | Численность | Численность |
| ---- | ----------- | ----------- |
| 1990 | 1523        | [ 2 ]       |
| 1999 | 2153        | [ 2 ]       |
| 2006 | 3419        | [ 2 ]       |
| 2011 | 3946        | [ 2 ]       |
| 2013 | 3907        |             |
| 2015 | 4020        | [ 3 ]       |
| 2016 | 4076        | [ 2 ]       |
| 2017 | 4131        | [ 4 ]       |
| 2018 | 4188        | [ 5 ]       |
| 2019 | 4245        | [ 6 ]       |
| 2020 | 4303        | [ 7 ]       |
| 2021 | 4505        | [ 8 ]       |
| 2022 | 4710        | [ 1 ]       |

## Экономика
Основным сектором экономики коммуны является туризм и экотуризм. Кроме рафтинга и плавания по реке на байдарках, каноэ и даже пирогах, для туристов устраивают рыбалку на разные виды рыб. Однако, пребывание в коммуне в сезон дождей не безопасно.
Мелкая торговля ежедневно идёт на небольшом рынке, где недорого можно приобрести мясо домашних и диких животных, рыбу, яйца, овощи, муку из маниока. Все продукты исключительно свежие. Иногда, рядом с рынком, местные индейцы продают свои весла кустарного производства, лук и стрелы.

## Культура
В центре коммуны есть метеорологическая станция, детский сад, начальная и средняя школы, поликлиника с аптекой. Есть также два супермаркета, интернет-кафе, здание мэрии, две гостиницы и пристань, откуда груз выгружается из Бразилии после таможенного контроля.
Здесь же находится муниципальный стадион. В коммуне действуют два футбольных клуба — «Сен-Жорж» и «Ояпок», клуб любителей гребли «Каноэ» и клуб любителей бадминтона.